# Кастелбуоно
Кастелбуо̀но (на италиански: Castelbuono; на сицилиански: Castiddubonu, Кастидубону) е град и община в Южна Италия, провинция Палермо, автономен регион и остров Сицилия. Разположен е на 423 m надморска височина. Населението на общината е 9240 души (към 2011 г.).